# 埠江镇
埠江镇，是中华人民共和国河南省南阳市桐柏县下辖的一个乡镇级行政单位。

## 行政区划
埠江镇下辖以下地区：
胡楼村、前埠村、高寨村、李营村、江河村、林岗村、水湖流村、栗楼村、康宁寺村、付楼村、桐柏县埠江镇油田江河区、桐柏县埠江镇油田双北区、桐柏县埠江镇油田双东区、桐柏县埠江镇油田双南区和桐柏县埠江镇油田双中区。